# لارکمید (ویرجینیای غربی)
لارکمید (به انگلیسی: Larkmead) یک منطقهٔ مسکونی در ایالات متحده آمریکا است که در شهرستان وود، ویرجینیای غربی واقع شده‌است. لارکمید ۱۸۸٫۰۶ متر بالاتر از سطح دریا واقع شده‌است.